# Fourth Division 1959-1960
La Fourth Division 1959-1960 è stato il 2º campionato inglese di calcio di quarta divisione. Il titolo di campione di lega è stato vinto dal Walsall, che è salito in Third Division insieme a Notts County (2º classificato), Torquay United (3º classificato) e Watford (4º classificato).
Capocannoniere del torneo è stato Cliff Holton (Watford) con 42 reti.

## Stagione

### Novità
Al termine della stagione precedente, insieme ai campioni di lega del Port Vale, sono saliti in Third Division anche: il Coventry City (2º classificato), lo York City (3º classificato) e lo Shrewsbury Town (4º classificato).
Queste squadre sono state rimpiazzate dalla quattro retrocesse dalla categoria superiore: Doncaster Rovers, Notts County, Rochdale e Stockport County.
L'Oldham Athletic, l'Aldershot, il Barrow ed il Southport, che hanno occupato le ultime quattro posizioni della classifica, sono state rieletti in Football League dopo una votazione che ha avuto il seguente responso:
| Club                | Lega                   | Voti | Verdetto   |
| ------------------- | ---------------------- | ---- | ---------- |
| Oldham Athletic     | Fourth Division        | 46   | Rieletto   |
| Southport           | Fourth Division        | 34   | Rieletto   |
| Barrow              | Fourth Division        | 32   | Rieletto   |
| Aldershot           | Fourth Division        | 31   | Rieletto   |
| Peterborough United | Midland League         | 26   | Non eletto |
| Headington United   | Southern League        | 7    | Non eletto |
| Worcester City      | Southern League        | 7    | Non eletto |
| Wigan Athletic      | Lancashire Combination | 3    | Non eletto |
| Cambridge City      | Southern League        | 2    | Non eletto |
| Gloucester City     | Southern League        | 2    | Non eletto |
| Kettering Town      | Southern League        | 1    | Non eletto |
| Scarborough         | Midland League         | 1    | Non eletto |
| South Shields       | Midland League         | 1    | Non eletto |
| Bedford Town        | Southern League        | 0    | Non eletto |
| Hereford United     | Southern League        | 0    | Non eletto |
| King's Lynn         | Southern League        | 0    | Non eletto |
| Morecambe           | Lancashire Combination | 0    | Non eletto |
| Yeovil Town         | Southern League        | 0    | Non eletto |

### Formula
Le prime quattro classificate venivano promosse in Third Division, mentre le ultime quattro erano sottoposte al processo di rielezione.

## Squadre partecipanti
| Squadra              | Città               | Stadio              | Stagione precedente                     |
| -------------------- | ------------------- | ------------------- | --------------------------------------- |
| Aldershot            | Aldershot           | Recreation Ground   | 22º posto in Fourth Division, rieletto  |
| Barrow               | Barrow-in-Furness   | Holker Street       | 23º posto in Fourth Division, rieletto  |
| Bradford Park Avenue | Bradford            | Park Avenue         | 14º posto in Fourth Division            |
| Carlisle United      | Carlisle            | Brunton Park        | 10º posto in Fourth Division            |
| Chester              | Chester             | Sealand Road        | 13º posto in Fourth Division            |
| Crewe Alexandra      | Crewe               | Gresty Road         | 18º posto in Fourth Division            |
| Crystal Palace       | Londra (Croydon)    | Selhurst Park       | 7º posto in Fourth Division             |
| Darlington           | Darlington          | Feethams Ground     | 16º posto in Fourth Division            |
| Doncaster Rovers     | Doncaster           | Belle Vue           | 22º posto in Third Division, retrocesso |
| Exeter City          | Exeter              | St James Park       | 5º posto in Fourth Division             |
| Gateshead            | Gateshead           | Redheugh Park       | 20º posto in Fourth Division            |
| Gillingham           | Gillingham          | Priestfield Stadium | 11º posto in Fourth Division            |
| Hartlepool United    | Hartlepool          | Victoria Park       | 19º posto in Fourth Division            |
| Millwall             | Londra (Bermondsey) | The Den             | 9º posto in Fourth Division             |
| Northampton Town     | Northampton         | County Ground       | 8º posto in Fourth Division             |
| Notts County         | Nottingham          | Meadow Lane         | 23º posto in Third Division, retrocesso |
| Oldham Athletic      | Oldham              | Boundary Park       | 21º posto in Fourth Division, rieletto  |
| Rochdale             | Rochdale            | Spotland Stadium    | 24º posto in Third Division, retrocesso |
| Southport            | Southport           | Haigh Avenue        | 24º posto in Fourth Division, rieletto  |
| Stockport County     | Stockport           | Edgeley Park        | 21º posto in Third Division, retrocesso |
| Torquay United       | Torquay             | Plainmoor           | 12º posto in Fourth Division            |
| Walsall              | Walsall             | Fellows Park        | 6º posto in Fourth Division             |
| Watford              | Watford             | Vicarage Road       | 15º posto in Fourth Division            |
| Workington           | Workington          | Borough Park        | 17º posto in Fourth Division            |

## Classifica finale
|  | Pos. | Squadra          | Pt | G  | V  | N  | P  | GF  | GS  | QR    |
|  | ---- | ---------------- | -- | -- | -- | -- | -- | --- | --- | ----- |
|  | 1    | Walsall          | 65 | 46 | 28 | 9  | 9  | 102 | 60  | 1,700 |
|  | 2    | Notts County     | 60 | 46 | 26 | 8  | 12 | 107 | 69  | 1.551 |
|  | 3    | Torquay Utd      | 60 | 46 | 26 | 8  | 12 | 84  | 58  | 1.448 |
|  | 4    | Watford          | 57 | 46 | 24 | 9  | 13 | 92  | 67  | 1.373 |
|  | 5    | Millwall         | 53 | 46 | 18 | 17 | 11 | 84  | 61  | 1.377 |
|  | 6    | Northampton Town | 53 | 46 | 22 | 9  | 15 | 85  | 63  | 1.349 |
|  | 7    | Gillingham       | 52 | 46 | 21 | 10 | 15 | 74  | 69  | 1.072 |
|  | 8    | Crystal Palace   | 50 | 46 | 19 | 12 | 15 | 84  | 64  | 1.313 |
|  | 9    | Exeter City      | 49 | 46 | 19 | 11 | 16 | 80  | 70  | 1.143 |
|  | 10   | Stockport County | 49 | 46 | 19 | 11 | 16 | 58  | 54  | 1.074 |
|  | 11   | Bradford PA      | 49 | 46 | 17 | 15 | 14 | 70  | 68  | 1.029 |
|  | 12   | Rochdale         | 46 | 46 | 18 | 10 | 18 | 65  | 60  | 1.083 |
|  | 13   | Aldershot        | 45 | 46 | 18 | 9  | 19 | 77  | 74  | 1.041 |
|  | 14   | Crewe Alexandra  | 45 | 46 | 18 | 9  | 19 | 79  | 88  | 0.898 |
|  | 15   | Darlington       | 43 | 46 | 17 | 9  | 20 | 63  | 73  | 0.863 |
|  | 16   | Workington       | 42 | 46 | 14 | 14 | 18 | 68  | 60  | 1.133 |
|  | 17   | Doncaster        | 42 | 46 | 16 | 10 | 20 | 69  | 76  | 0.908 |
|  | 18   | Barrow           | 41 | 46 | 15 | 11 | 20 | 77  | 87  | 0.885 |
|  | 19   | Carlisle Utd     | 41 | 46 | 15 | 11 | 20 | 51  | 66  | 0.773 |
|  | 20   | Chester          | 40 | 46 | 14 | 12 | 20 | 59  | 77  | 0.766 |
|  | 21   | Southport        | 34 | 46 | 10 | 14 | 22 | 48  | 92  | 0.522 |
|  | 22   | Gateshead        | 33 | 46 | 12 | 9  | 25 | 58  | 86  | 0.674 |
|  | 23   | Oldham Athletic  | 28 | 46 | 8  | 12 | 26 | 41  | 83  | 0.494 |
|  | 24   | Hartlepool Utd   | 27 | 46 | 10 | 7  | 29 | 59  | 109 | 0.541 |

Legenda:
      Promosso in Third Division 1960-1961.
      Rieletto nella Football League.
      Non rieletto nella Football League.
Regolamento:
Due punti a vittoria, uno a pareggio, zero a sconfitta.
A parità di punti le squadre venivano classificate secondo il quoziente reti.